# Погребищенский медицинский колледж
Погребищенский медицинский колледж - высшее учебное заведение в городе Погребище Погребищенского района Винницкой области Украины.

## История
Погребищенское медицинское училище было открыто летом 1966 года в посёлке городского типа Погребище.
В конце восьмой пятилетки строительство комплекса зданий медицинского училища было завершено.
В 1970/1971 учебном году в училище обучалось 570 человек.
В соответствии с 11-м пятилетним планом развития народного хозяйства СССР для училища был построен кирпичный двухэтажный учебный корпус № 3, который был введён в эксплуатацию в 1984 году. В 1991 году было завершено строительство нового спортивного зала и общежития.
В 2005 году Погребищенское медицинское училище было переименовано в Погребищенский медицинский колледж.
С 2012 года является высшим учебным заведением I уровня аккредитации.

## Современное состояние
Коммунальное учреждение здравоохранения «Погребищенский медицинский колледж» Винницкого областного совета является государственным высшим учебным заведением I уровня аккредитации, которое готовит младших медицинских специалистов по трём специальностям: «Лечебное дело», «Сестринское дело» и «Акушерское дело».
В состав колледжа входят три учебных корпуса общей площадью 4464 м² (32 учебных класса и кабинета, 10 лабораторий, библиотека с читальным залом, спортивный зал, актовый зал на 490 мест, студенческая столовая на 128 мест и служебные помещения), студенческое общежитие на 180 мест, стадион и спортивная площадка.